# ثورة اليهود ضد هرقل
تشير الثورة ضد هرقل إلى تمرد يهودي مورس ضد الإمبراطورية البيزنطية؛ تلك الانتفاضة التي اجتاحت بلاد الشام، والتي نشأت بهدف مساعدة الساسانيين من بلاد فارس خلال الحرب الساسانية-البيزنطية 602-628. بدأت هذه الثورة تزامنًا مع معركة أنطاكية (613) وبلغت ذروتها في حصار القدس (614) على أيدي القوات الفارسية واليهودية وبداية إقامة الحكم الذاتي اليهودي. وانتهت الثورة برحيل القوات الفارسية وفي نهاية المطاف استسلام المتمردين اليهود للبيزنطيين في عام 625 (أو 628).

## الخلفية التاريخية
في خلال المراحل الأولى من الحرب الساسانية-البيزنطية 602-628، أقدم كسرى الثاني على اتخاذ خطوة تكتيكية تتمثل في إنشاء تحالف عسكري مع اليهود من الإمبراطورية الساسانية، مع وعد بإرساء الحكم اليهودي على أرض إسرائيل من جديد(المقاطعة الفلسطينية بالإمبراطورية البيزنطية في ذلك الوقت). وفي أعقاب إبرام الاتفاق بين كسرى الثاني وهوشيل، ابن المنفيين اليهود، تم تجنيد جيشٍ يهودي يتألف من نحو 20000 جندي في بلاد فارس وساروا جنبًا إلى جنب مع القوات الفارسية باتجاه بلاد الشام.

## الثورة
بعد الانتصار الذي تحقق في أنطاكية، وصل الجيش الساساني اليهودي المشترك بقيادة شهرباز إلى مقاطعة فلسطين الأولى وتمكن من احتلال قيصرية (فلسطين). وبعد ذلك، التحق بنيامين الطبري بالجيش (وفقًا للمصادر اليهودية يعد هذا الشخص رجلًا ذا ثروة طائلة)، حيث قام بضم وتجنيد جنود إضافية من طبريا، والناصرة ومن المدن الجبلية بـ الجليل. ومعًا انطلقت الجيوش في مسيرة إلى القدس. ولاحقًا، انضم إليهم اليهود من الأنحاء الجنوبية من البلاد ودعمهم عصبة من العرب. وفي نهاية المطاف، تمكنت القوات المتحدة من الاستيلاء على القدس في يوليو 614 بعد حصار دام 20 يومًا. ووفقًا لما ذهب إليه أنطونيوس ستراتجويس، والذي يبدو أنه يتبنى نفس وجهة النظر اليونانية البيزنطية ويظهر عداءً واضحًا لليهود, ذُبح عشرات الآلاف من المسيحيين - يصل عددهم على أقل تقدير 30000- خلال غزو المدينة. وبحسب ما ورد، تم رحيل 37000 على أيدي الفرس وبيع آلاف مؤلفة من السكان كعبيد لليهود. ويشير ستراتجويس إلى أن اليهود اشتروا المسيحيين بهدف قتلهم، على الرغم من أنه لم يتم تأكيد هذا الادعاء. ولم يكن المجتمع اليهودي يملك الوقت للبحث في الشواهد التي تثبت هيمنة الثقافة الأرثوذكسية المسيحية في المدينة، وتم حرق جميع الأديرة والكنائس.

## الكومنولث اليهودي الساساني
على الرغم من قلة المصادر التي تكشف ما حدث في السنوات التالية، يبدو أن اليهود قد حصلوا على تصريح بإدارة المنطقة وقد فعلوا ذلك على نحو فعال وتشهد بذلك السنوات الخمس التالية. وسيطر يهود القدس سيطرةً كاملة على المدينة، وأصبحت أجزاء كبيرة من منطقة يهودا والجليل مقاطعة يهودية مستقلة تابعة للإمبراطورية الساسانية. وفي ذلك الوقت، كان يعيش 150000 يهودي في 43 مستوطنة في جميع أنحاء الإقليم.
ووفقًا لمصادر يهودية، بعد غزو القدس، عين نحميا بن هوشيل حاكمًا للقدس. وبدأ في اتخاذ الترتيبات لـ إعادة بناء الهيكل ولفرز سلاسل الأنساب لإنشاء كهنوت سامي جديد. وبعد نحو خمس سنوات، تنازل الفرس عن سيطرة المقاطعة للمسيحيين.

## آثار ما بعد الكارثة

### استعادة الحكم البيزنطي
تتنوع المصادر إلى حد كبير بخصوص ما حدث أعقاب الثورة. ووفقًا للبعض، في عام 625، أعاد الجيش البيزنطي احتلال الإقليم، ومُنح بنيامين طبريا العفو وكذلك اليهود الذين انضموا لصفوف الفرس. وفي عام 628، بعد هزيمة كسرى الثاني وموته، عاد هرقل منتصرًا إلى القدس. أما بالنسبة ليهود طبريا والناصرة، تحت قيادة بنيامين حاكم طبريا، فقد غيروا اتجاههم وانضموا إلى هرقل. بل يقال أيضًا أن بنيامين رافق هرقل نفسه أثناء دخوله المدينة.

### الغزو الذي شنته الجيوش العربية الإسلامية
بعد هزيمة الإمبراطورية الفارسية، الأمر الذي شكل تهديدًا جديدًا، ظهرت الإمبراطورية العربية الإسلامية في المنطقة. وبالتالي، سعى هرقل لتوحيد وتأمين مكاسبه. وعلى الرغم من أنه سابقًا منح اليهود العفو عن ثورتهم، لم يخاطر بثورة أخرى قد تظهر في حالة ما إذا شن حربًا مع العرب.

لم يشهد هرقل انتصارًا أعظم من اللحظة التي عاشها جاثيًا على ركبتيه في الكنيسة المُعاد بناؤها للحصول على بركات البطريرك في ذلك اليوم الاستثنائي. ويشير المدافعون إلى أنه فقط بسبب المطالب المتصلبة التي رفعها البطريرك ورجال الدين المحليون، هي ما دفع الإمبراطور إلى التراجع عن وعده بمنح العفو ووافق على مضض بإجراء التعميد إجباريًا وإعطاء الضوء الأخضر لمذبحة اليهود الذين يعيشون في كنف الإمبراطورية.

في عام 638، فقدت الإمبراطورية البيزنطية سيطرتها على منطقة يهودا بشكل كامل لصالح العرب. وتمكنت الإمبراطورية العربية الإسلامية بقيادة الخليفة عمر من فتح القدس وأراضي بلاد الرافدين، وبلاد الشام ومصر.

## في الأدب
لقد كانت أحداث الصراع الفارسي والبيزنطي التي شهدتها بلاد الشام والفتح العربي الذي أعقبه مصدر إلهام للعديد من الكتابات اليهودية الخاصة بسفر الرؤيا في أوائل العصور الوسطى. ومن بين تلك الكتابات سفر الرؤيا لزيربابل، والتي تنسب جزئيًا إلى أحداث الغزو اليهودي لـ فلسطين عام 614.